# Toxorhamphus novaeguineae
Toxorhamphus novaeguineae е вид птица от семейство Melanocharitidae.

## Разпространение
Видът е разпространен в Индонезия и Папуа Нова Гвинея.